# Волосниково
Воло́сниково (рос. Волосниково) — присілок у складі Варгашинського району Курганської області, Росія. Входить до складу Шастовської сільської ради.
Населення — 81 особа (2010, 95 у 2002).